# ستژلتسه ویلکیه (استان ووتسکی)
ستژلتسه ویلکیه (به لهستانی:  Strzelce Wielkie) یک روستا در لهستان است که در گمینا ستژلتسه ویلکیه واقع شده‌است. ستژلتسه ویلکیه ۱٬۱۰۰ نفر جمعیت دارد.